# Versöhnungskirche (Bremen)

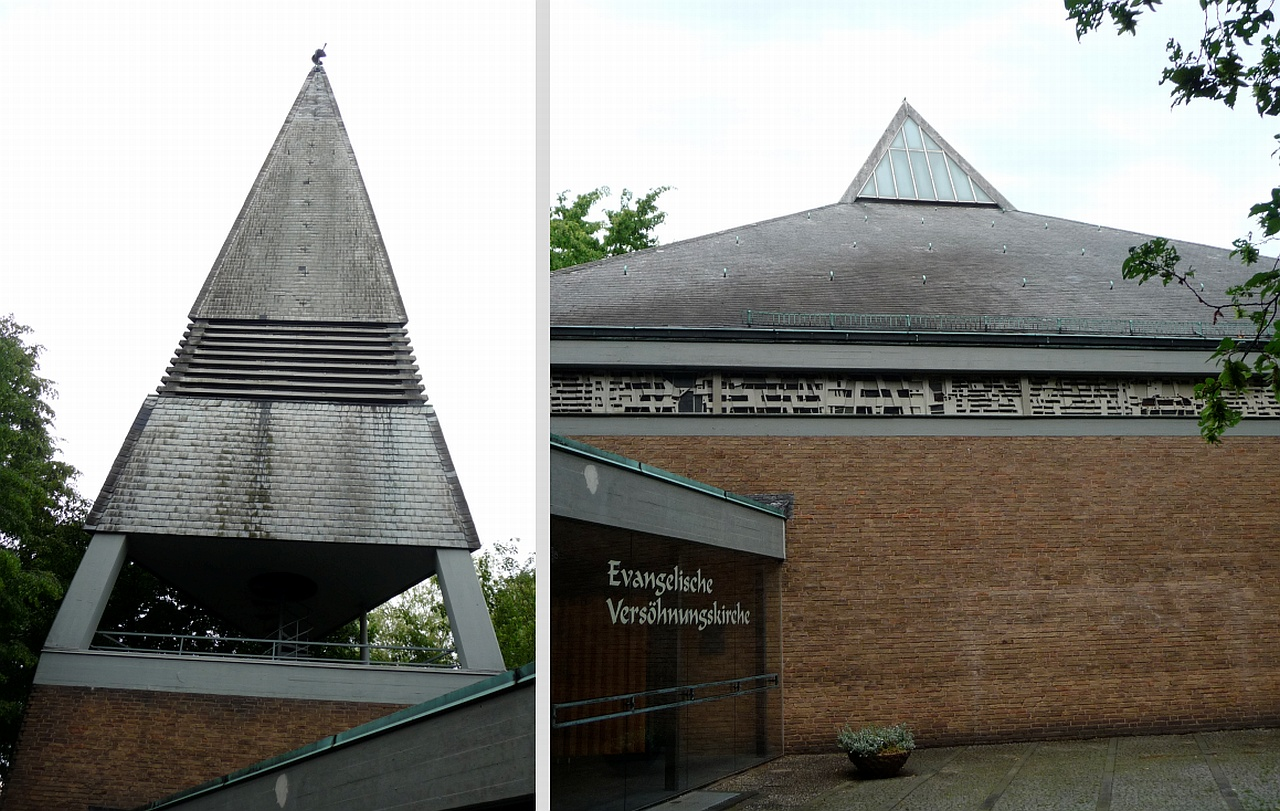
Turm (links) und Gottesdienstraum

Die evangelische Versöhnungskirche in Bremen-Hemelingen, Ortsteil Sebaldsbrück, Beim Sattelhof 2, stammt von 1966.

## Geschichte
Sebaldsbrück zählte zum 1181 gegründeten Kirchspiel von St. Johann in Oberneuland. 1834 wechselte seine Zugehörigkeit zur Horner Kirche in Bremen - Horn-Lehe, Ortsteil Horn. Die Einwohnerzahl in Sebaldsbrück nahm stark zu. und eine eigene Kirche wurde als notwendig empfunden. Heinrich Weidemann, Landesbischof der Bremischen Evangelischen Kirche, ließ 1938 in einem Neubaugebiet von Sebaldsbrück – ähnlich wie in  Gröpelingen und Osterholz – je ein auch kirchlich genutztes Gemeinschaftshaus errichten, die alle den Namen Dankeskirche erhielten. Die Sebaldsbrücker Kirche sollte ursprünglich – in Gedenken an den damals als „Märtyrer“ der nationalsozialistischen Bewegung geltenden Horst Wessel – den Namen „Horst-Wessel-Gedächtniskirche“ erhalten. Der damalige Bürgermeister Bremens, Heinrich Böhmcker, verhinderte diese laut ihm „untragbare Anmaßung der Kirche“ mit dem Verweis auf das „Gesetz zum Schutz auf nationale Symbole“.
Bombenschäden im Zweiten Weltkrieg wurde 1945 beseitigt. 1948 wurde die evangelische Kirchengemeinde Sebaldsbrück gegründet. 1957 erfolgte die Errichtung des ursprünglichen Gemeindehauses. Die Anzahl der Gemeindemitglieder stieg nach dem Krieg an, und die zu kleine Kirche ersetzt durch einen Neubau. Dabei mussten Probleme mit dem Baugrund (Kolk (wassergefüllte Vertiefung)) bewältigt werden. Mit dem Namen der 1966 unter hundertjährigen Eichen eingeweihten Versöhnungskirche sollte nicht nur eine Distanzierung zur NS-Ideologie in Anbetracht der vorherigen Dankeskirche erfolgen, sondern auch auf das biblische und mitmenschliche Programm hingedeutet werden. Die Gemeinde nannte sich zur Evangelischen Versöhnungsgemeinde Sebaldsbrück um.
 
An die Stelle des ursprünglichen und baufällig gewordenen Gemeindehauses trat 2019 das neue in Holzständerbauweise errichtete Gemeindehaus an der Sebaldsbrücker Heerstraße 52, das wie sein Vorgänger den Namen Die Brücke trägt. In ihm werden besonders im Winter anstelle in der Versöhnungskirche Gottesdienste gehalten.

## Gebäude und Ausstattung
Auf dem dreieckigen Grundstück wurde auch ein dreieckiges verklinkertes Gebäude nach Plänen von Gerhard Müller-Menckens (Bremen) gebaut, gegründet auf neun Meter tiefes Pfahlwerk. Der Gottesdienstraum ist innen schlicht gehalten und wird durch ein bleiverglastes, farbiges Lichtband von Ludwig Schaffrath erhellt. In dem Raum wird der Blick auf den Altar gelenkt, der ein mit Gold und Edelsteinen verziertes Kreuz von Klaus-Jürgen Luckey trägt.
In der flachen Vorhalle ist eine von Annelotte Höge geschaffene Keramikwand. Seitlich daran schließt sich der vierstöckige Turm mit spitzem Helm an, in dem sich ein ursprünglich als Taufkapelle konzipierter Raum und ein offener Balkon für Posaunenchöre befindet. Den Abschluss des Turmhelms bildet ein Werk von Gerhart Schreiter, das aus zwei kupfergeriebenen offenen Kugelschalen besteht, die durch ein Kreuz zusammengehalten werden.
Die Orgel mit 2 Manualen und 17 Registern stammt von Alfred Führer aus dem Jahr 1967.

## Kirchengemeinde
Die evangelische Versöhnungsgemeinde gehört zur Bremischen Evangelischen Kirche. Mit einer Mitgliederzahl von 1283 (2021) zählt sie zu den kleineren Gemeinden. Sie bildet mit der Gemeinde des guten Hirten, der Hemelinger und der Melanchthongemeinde eine der vier „Brückengemeinden“ in Bremen, die ihren Sitz im Gemeindehaus „Die Brücke“ haben.